# أيمن (اسم)
أَيْمَن هو اسم علم مذكر من أصل عربي، وجاء الاسم على صيغة اسم التفضيل، ومعناه هو من يصنع بينماه وخلاف الأيسر وجانب اليمين أو ما في ذلك الجانب وصاحب اليُمن والبركة.

## الشخصيات
- أيمن زيدان مخرج السوري
- أيمن رضا ممثل سوري
- أيمن دحمان لاعب كرة قدم تونسي
- أيمن مثلوثي لاعب كرة قدم تونسي
- أيمن عبد النور لاعب كرة قدم تونسي
- أيمن عبد السلام ممثل سوري
- أيمن بن محمد لاعب كرة قدم تونسي
- أيمن أبو الشعر كاتب وشاعر سوري
- أيمن اجاز شاعر سوري
- أيمن أحمد الدسوقي أستاذ جامعي مصري
- أيمن أحمد خلف صحفي وشاعر وأديب وفنان تشكيلي مصري
- أيمن أزهيل لاعب كرة قدم ألماني
- أيمن أسو لاعب كرة قدم فرنسي
- أيمن أشرف لاعب كرة قدم مصري
- أيمن أصفري رائد أعمال سوري
- أيمن الأعتر مغني ليبي
- أيمن الجميل رجل أعمال مصري
- أيمن الجندي كاتب مصري
- أيمن الحبيل كاتب سيناريو كويتي
- أيمن الحجيلي لاعب كرة قدم سعودي
- أيمن الحداوي رياضي بارالمبي مغربي
- أيمن الحرزي لاعب كرة قدم سعودي
- أيمن الحريري رجل أعمال سعودي لبناني
- أيمن الحسوني لاعب كرة قدم مغربي
- أيمن الحسيني (لاعب كرة قدم سعودي)
- أيمن الحسيني (لاعب كرة قدم كويتي)
- أيمن الخليف لاعب كرة قدم سعودي
- أيمن الدبوسي كاتب وروائي تونسي
- أيمن الدقر فنان تشكيلي سوري
- أيمن الدمعي لاعب كرة قدم تونسي
- أيمن الذهبي مقاتل فنون قتالية مختلطة كندي
- أيمن الرزة قائد مجموعة النسر الأحمر
- أيمن الرفاتي كاتب وصحفي فلسطيني
- أيمن الرفاعي مغني مصري
- أيمن الرمادي مدرب ولاعب كرة قدم مصري معتزل
- أيمن الزين لاعب كرة قدم تونسي
- أيمن الزيود اعلامي ومنتج اردني
- أيمن السالك ممثل سوري
- أيمن السرحاني مغني مغربي
- أيمن السويدي رجل أعمال مصري
- أيمن السياري محافظ البنك المركزي السعودي
- أيمن الشراونة أسير فلسطيني
- أيمن الشرقاوي محامي دولي في قانون تغير المناخ
- أيمن الشعافي مغني ليبي
- أيمن الشيوي ممثل مصري
- أيمن الصفدي سياسي أردني
- أيمن الصياد صحفي مصري
- أيمن الطاهر لاعب كرة قدم جزائري
- أيمن الطرابلسي لاعب كرة قدم تونسي
- أيمن الظواهري زعيم تنظيم القاعدة
- أيمن العالول صحفي فلسطيني
- أيمن العتوم كاتب وشاعر أردني
- أيمن العنزي سباح كويتي
- أيمن القيسوني ممثل مصري
- أيمن الكثيري لاعب كرة قدم تونسي
- أيمن الكرد لاعب كرة قدم فلسطيني
- أيمن اللبدي أديب وكاتب وشاعر فلسطيني
- أيمن المجالي سياسي أردني
- أيمن المديفر ممثل سعودي
- أيمن المزين لاعب كرة قدم مصري سابق
- أيمن المفلح عسكري وسياسي أردني
- أيمن الهاجري لاعب كرة قدم يمني
- أيمن الهندي
- أيمن الهندي (لاعب كرة قدم)
- أيمن الوافي لاعب كرة قدم مغربي
- أيمن إبراهيم إعلامي مصري
- أيمن برقوق لاعب كرة قدم مغربي
- أيمن بعلبكي رسام لبناني
- أيمن بكر ناقد أدبي مصري
- أيمن بلعيد لاعب كرة قدم فرنسي
- أيمن بن أم أيمن صحابي استشهد في يوم حنين
- أيمن بن الهميسع أحد ملوك اليمن
- أيمن بن توفيق المؤيد دبلوماسي بحريني
- أيمن بن خريم تابعي وشاعر وأحد رواة الحديث النبوي
- أيمن بن عبد الرحمان سياسي جزائري
- أيمن بن عمور لاعب كرة قدم تونسي
- أيمن بن نابل من رواة الحديث
- أيمن تومي لاعب كرة يد تونسي
- أيمن جادة إعلامي ومحلل ومعلق رياضي
- أيمن جومين مبارز بالسيف أردني
- أيمن حسن جندي مصري سابق
- أيمن حسين لاعب كرة قدم عراقي
- أيمن حفني لاعب كرة قدم مصري
- أيمن حكيم مدرب كرة قدم سوري
- أيمن حلاوة قائد وعسكري فلسطيني
- أيمن دجيش حكم كرة قدم مصري مساعد
- أيمن دعيس لاعب كرة سلة اردني معتزل
- أيمن ديدبان فنان فلسطيني
- أيمن دين عضو مؤسس في تنظيم القاعدة
- أيمن ذو الغنى كاتب وباحث ومحقق وويكيبيدي
- أيمن رزوق لاعب شطرنج جزائري
- أيمن رشوق لاعب كرة قدم مغربي
- أيمن زايد لاعب كرة قدم أيرلندي
- أيمن زبيب مغني لبناني
- أيمن زكريا جمعة رجل أعمال لبناني
- أيمن زيدان (لاعب كرة قدم)
- أيمن سرور لاعب كرة قدم عماني
- أيمن سعيد لاعب كرة قدم مصري
- أيمن سعيد بطرفي طبيب يمني معتقل
- أيمن سلطاني لاعب كرة قدم تونسي
- أيمن سلمان لاعب كرة طائرة بحريني دولي سابق
- أيمن سليمان الأحمد كاتب وصحفي وباحث سوري
- أيمن سمير حنايني لاعب كرة قدم فرنسي
- أيمن سويد عالم في القراءات العشر للقرآن
- أيمن شادلي لاعب كرة قدم جزائري
- أيمن شحادة أستاذ جامعي أمريكي
- أيمن شعبان كاتب سوري
- أيمن شواط لاعب كرة قدم تونسي
- أيمن شوقي لاعب كرة قدم مصري
- أيمن صادق شاعر مصري
- أيمن صالح فاضل عضو مجلس الشورى السعودي
- أيمن صالحة طبيب جراحة فلسطيني
- أيمن صودة لاعب كرة قدم فرنسي
- أيمن طاهر لاعب كرة قدم مصري
- أيمن طه قيادي في حركة حماس
- أيمن عادل (لاعب كرة قدم مواليد 1996)
- أيمن عبد الأمير لاعب كرة قدم بحريني
- أيمن عبد العزيز لاعب كرة قدم مصري
- أيمن عبيس مخرج مصري
- أيمن عزب ممثل مصري
- أيمن عطو لاعب كرة قدم جزائري
- أيمن علي رجل أعمال مصري
- أيمن عواد محمود أبو فارس لاعب كرة قدم اردني
- أيمن عودة رئيس قائمة تحالف الجبهة الديمقراطية
- أيمن عياري لاعب كرة قدم تونسي
- أيمن فايز مبارز بالسيف مصري
- أيمن فؤاد السيد مؤرخ مصري
- أيمن فتيني لاعب كرة قدم سعودي
- أيمن فريد أبو حديد وزير وزارة الزراعة استصلاح الأراضي المصرية السابق
- أيمن قرادة سياسي ليبي
- أيمن قنديل ممثل مصري
- أيمن كامل دبلوماسي مصري
- أيمن كلزية سباح سوري
- أيمن لطفي مصور مصري
- أيمن ماو مغني ريغي سوداني
- أيمن مجيد حارس كرة قدم مغربي
- أيمن محب لاعب كرة قدم مصري
- أيمن محمود لاعب خماسي حديث مصري
- أيمن محمود صبح بروفيسور فلسطيني
- أيمن محيوس لاعب كرة قدم جزائري
- أيمن محيي الدين صحفي أمريكي
- أيمن مسرحي لاعب كرة قدم سعودي
- أيمن مكرم مخرج افلام مصري
- أيمن منصور (ممثل) ممثل مصري
- أيمن منصور (لاعب كرة قدم)
- أيمن مورير لاعب كرة قدم مغربي
- أيمن موفق لاعب كرة قدم فرنسي
- أيمن نور سياسي مصري
- أيمن نوفل قيادي فلسطيني في حركة حماس
- أيمن وتار ممثل وسيناريست مصري
- أيمن يحيى لاعب كرة قدم سعودي
- أيمن يوسف اكاديمي وباحث فلسطيني
- أيمن يونس لاعب كرة قدم مصري